# Corsagna
Corsagna è una frazione del comune italiano di Borgo a Mozzano, nella provincia di Lucca, in Toscana.

## Geografia fisica
Corsagna è una delle frazioni più popolose del comune di Borgo a Mozzano ed è situata a circa 400 metri d'altitudine alle pendici dell'altopiano delle Pizzorne, dominante la media valle del Serchio. Il borgo è caratterizzato dalla presenza di numerosi corti ed è suddiviso in vari rioni: Pozzo, Verace, Postabbio, Fucina, Piazza, Cantone, Fabbriche e Lama.

## Storia
Nonostante le prime attestazioni scritte del borgo di Corsagna non siano antecedenti all'epoca altomedievale, l'origine del paese può risalire con lo studio della toponomastica alla colonizzazione romana e deriva, presumibilmente, da un prediale romano, designante un'antica villa o casa assegnata a un personaggio con nome gentilizio Curtius.
Corsagna è menzionata per la prima volta durante il periodo longobardo di Lucca in un testamento, conservato nell'Archivio Diocesano di Lucca, del 19 febbraio 768, nel quale Tassilo del fu Autchis richiede che siano ceduti alle opere pie i proventi della vendita di alcuni suoi beni, eccetto quelli posseduti presso Corsania. Sebbene la pronuncia del nome del paese non vari dalla prima attestazione, la grafia cambia nei secoli successivi e il paese di Corsagna è attestato come Corsangna in due pergamene dell'archivio diocesano di Lucca del 22 agosto 900 e del 22 marzo 995. La grafia Corsagna è infine nota a partire da una carta del 2 novembre 1062.
Dall’XI secolo Corsagna finì nell’influenza della famiglia feudale di origine longobarda dei Suffredinghi, attestata dal IX secolo, assieme a molti altri territori della media valle del Serchio e della Garfagnana. In questo periodo, a causa della posizione strategica alle pendci dell'altopiano delle Pizzorne, Corsagna assunse un ruolo fondamentale nella viabilità tra Lucca e la Garfagnana, verso nord, e la Valdinievole verso est.
Nel 1225 il nuovo comune cittadino di Lucca avanzò alla conquista del contado e il castello di Anchiano fu espugnato e l'antica casata longobarda fu scacciata. Nel 1272 la media valle del Serchio e Corsagna furono quindi assegnate alla vicaria di Coreglia. Nel 1308 la nascente Repubblica di Lucca si dota di uno statuto nel quale è citata la comunità di Corsagna e il 26 aprile 1356 il paese stesso redige il suo statuto comunitario.
I secoli XIV e XV furono segnati dal susseguirsi di carestie e pestilenze e il territorio lucchese tra il 1331 e il 1461 perse oltre il 70% dei nuclei famigliari. Si legge nel decreto delle riformagioni del 24 agosto 1387 che i paesi più piccoli erano rimasti quasi completamente spopolati e per tale motivo le vicine località di Serra e Puticiano furono unite a Corsagna la prima e ad Anchiano la seconda. Nel 1355 Corsagna entrò a far parte della contea di Coreglia, istituita dall'imperatore Carlo IV, per poi finire nel 1562 sotto la giurisdizione della vicaria di Borgo a Mozzano e legandosi definitivamente al capoluogo comunale.
Il borgo di Corsagna contava 865 abitanti nel 1832. Nel censimento del 1893 il paese raggiunge i 1 125 abitanti, culmine mai più toccato in seguito.

## Monumenti e luoghi d'interesse

### Chiesa di San Michele Arcangelo

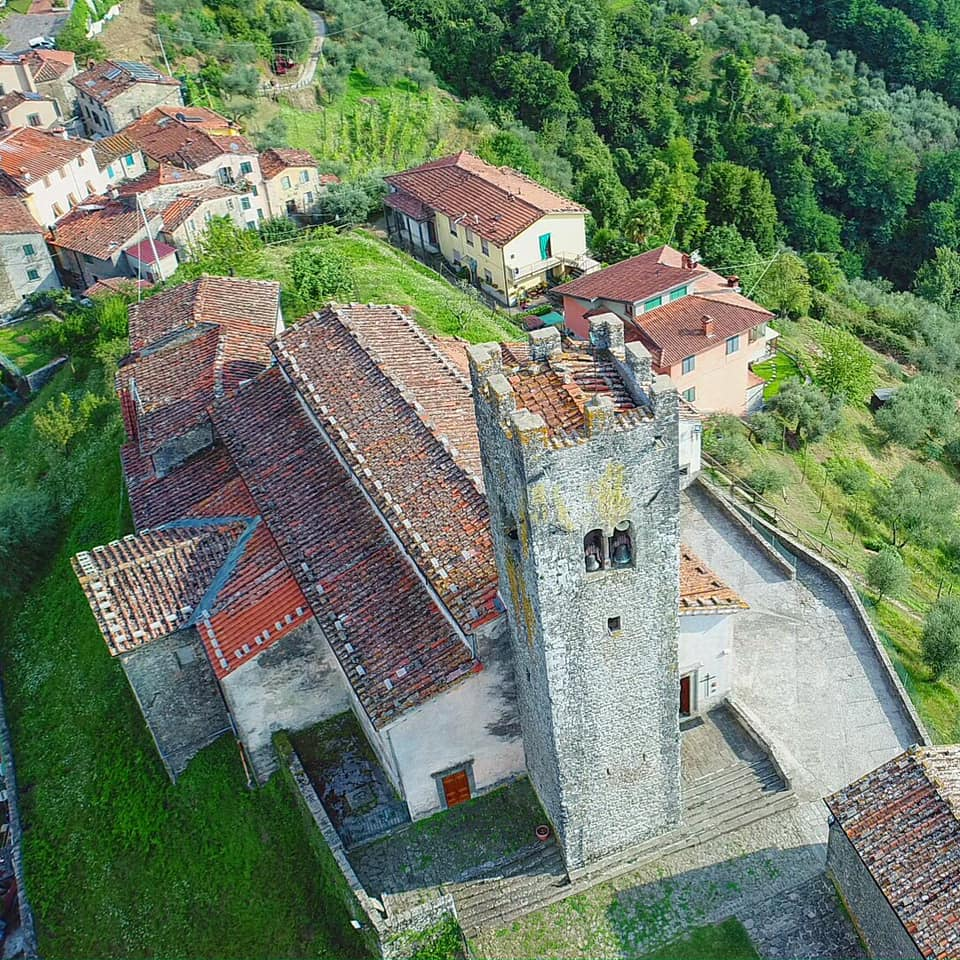
Chiesa di San Michele Arcangelo

Il nucleo più antico del paese di Corsagna è alla sua sommità dove sorge la chiesa di San Michele Arcangelo, nel toponimo conosciuto come Castello. Non è nota l'esistenza di altre strutture ecclesiastiche precedenti nel paese e si suppone che la chiesa occupasse questa zona fin dalla sua prima attestazione storica (995). Dipendente della pieve di Santa Maria Assunta di Diecimo la si ritrova intitolata a san Michele arcangelo negli estimi del 1260.
Le prime fonti d'archivio sulla struttura della chiesa ci giungono nel 1392 quando il consiglio dell'Opera di San Michele di Lucca si riunì per risolvere la questione dell'altare non ancora completato. Nel 1506, data riportata sull'architrave esterno, l'impianto originario della chiesa, a singola navata, fu considerevolmente ampliato con l'aggiunta di due navate laterali e finendo addossato alla torre campanaria. I lavori di ampliamento, dettati dall'aumento demografico del XVI secolo, si conclusero nel 1602.
All'interno sono conservate alcune pitture risalenti ai secoli XVI e XVII, come una Madonna col Bambino di Gian Gheramo Dalle Catene e una Presentazione di Gesù al tempio di Alessandro Frediani. Il rialzamento della navata centrale della chiesa risale al XVIII secolo. Alcune opere di ristrutturazione sono poi avvenute durante il XIX secolo e agli inizi del XX secolo.

### Santuario della Nostra Signora della Consolazione di Serra

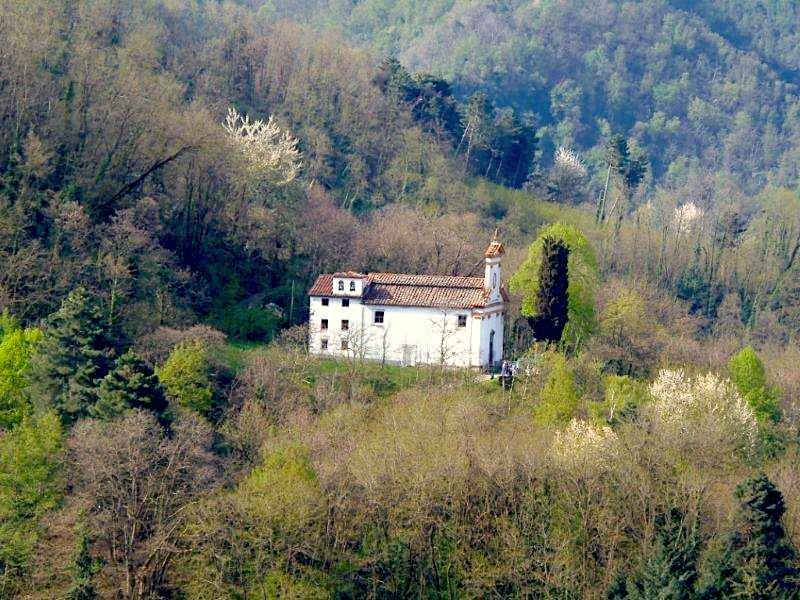
Santuario di Serra

Poco fuori del paese, in località Serra, è situato il santuario della Nostra Signora della Consolazione. Serra è citata per la prima volta in una carta del 983 ma solo negli estimi del 1260 è nota la presenza della chiesa consacrata a san Lorenzo. La località di Serra era un borgo a sé stante fino al XIV secolo quando, a causa della Peste nera, rimase quasi completamente spopolato e fu unito alla comunità di Corsagna il 24 agosto 1387.
Una tradizione locale, riportata alla fine del XIX secolo, vorrebbe che la chiesa di Serra fosse stata edificata sopra un tempio pagano e che il sito celasse sepolta una statua d’oro di un dio. La leggenda esercitò un tale fascino da indurre un sacerdote di Corsagna ad aprire uno scavo archeologico nell’area esterna all’abside, che tuttavia non dette risultati.
Dal XVIII secolo la chiesa di Serra acquisisce la forma attuale a tre navate; alla fine del XIX secolo fu innalzata la facciata, ampliata poi in stile neoclassico nel 1904, e nel 1912 furono realizzate le pitture interne per opera di Pellegrino Lamberti.
All'interno del santuario è conservato, sopra l'altare maggiore, un pregevole dipinto di Jacopo Mantovani del 1596, che raffigura la Madonna in trono con Bambino con i santi diaconi Stefano e Lorenzo. La festa dedicata alla Madonna da Serra è una delle ricorrenze più importanti della vita del paese di Corsagna e si celebra, ogni anno, l'ultima domenica di agosto.

## Infrastrutture e trasporti

### Viabilità antica: lavia Garfagnina
Per tutto il Medioevo e fino al XIX secolo, quando furono costruite le strade sul fondovalle del fiume Serchio, Corsagna fu uno snodo importante della rete viaria da Lucca alla Garfagnana e verso la Valdinievole.
Una serie di mappe conservate nell’Archivio Guinigi dell'Archivio di Stato di Lucca attesta l’esistenza di una complessa rete viaria a mezza costa che da Lucca passava l’altopiano delle Pizzorne e confluiva verso Corsagna, evitando la via del fondovalle sul fiume Serchio che stagionalmente esondava. La via è nota nelle carte del XVI secolo come via Garfagnina ed è in uso fino a tutto il XIX secolo, secondo le carte conservate nell'Archivio Storico di Borgo a Mozzano. La via Garfagnina era molto probabilmente una delle diramazione della rete viaria che da Lucca si diregeva verso nord nota come via del Volto Santo, ramo, a sua volta, della Via Francigena.
Dalle carte possiamo ricostruire l'itinerario dell'antica via che toccava le seguenti località: da Lucca si procedeva verso nord e dopo Marlia si saliva a Ciciana per dirigersi a Corsagna attraverso la via di Tubbiano. Una variante invece da Lucca passava da Segromigno in Monte per salire a Matraia e arrivare a Corsagna dalla Faggia all’Aquila e l’altopiano delle Pizzorne. Da Corsagna quindi si poteva scendere sul fiume Serchio, attraversarlo al Ponte della Maddalena (detto Ponte del Diavolo) e dirigersi verso nord e la Garfagnana. Dall’altopiano delle Pizzorne era inoltre possibile raggiungere Villa Basilica e, più a est, la Valdinievole.
Per l'accoglienza dei viandanti è attestato dal 1356 l'ospedale di San Michele, situato nel rione cantone, con fondazione indubbiamente più antica e in uso fino al 1776.